# ジャーン朝

ジャーン朝

ジャーン朝の版図

ジャーン朝（ジャーンちょう、英語：Janid Dynasty）は、17世紀から18世紀にかけて中央アジアに存在したテュルク系イスラム王朝。創始者であるジャーニー・ムハンマドの名からジャーン朝と呼ばれるが、彼の一族の出身地であるアストラハンからアストラハン朝とも呼ばれ、ブハラを首都としたため、先のシャイバーニー朝、次のマンギト朝とともにブハラ・ハン国とも呼ばれる。

## 歴史
ジャーン朝の一族はジョチの13男トカ・テムルの後裔にあたり、アストラハン・ハン国に住んでいたが、ヤール・ムハンマドの時にロシア軍の侵攻を受けてアストラハンからシャイバーニー朝へ逃れてきた。シャイバーニー朝のイスカンダル・ハン（在位：1561年 - 1583年）は彼らを優遇してヤール・ムハンマドの子であるジャーニー・ムハンマドに娘のザフラー・ハヌムを娶らせた。
1598年、シャイバーニー朝の混乱期に乗じて北のカザフ・ハン国が侵攻してきた。この時シャイバーニー朝軍を指揮したのはピール・ムハンマド2世（在位：1598年 - 1599年）であったが、彼はジャーニー・ムハンマドの援軍を得たため、カザフ軍に勝利することができた。
1599年、ピール・ムハンマド2世が没すると、シャイバーニー朝の男系が断絶したため、貴族階級の人たちは対カザフ戦の功労者であるジャーニー・ムハンマドをハンに推挙した。しかし、ジャーニー・ムハンマドは「シャイバーニー家の血を引く者がハン位に就くべき」と拒んだため、ジャーニー・ムハンマドの子でアブドゥッラーフ2世（在位：1583年 - 1598年）の甥にあたるディーン・ムハンマドを推挙した。しかしディーン・ムハンマドはまもなくホラーサーンでサファヴィー朝との戦いで敗死したため、その弟であるバーキー・ムハンマドがハン位に就いた（ジャーン朝の成立）。
1611年頃に即位したイマーム・クリ（在位：1611年 - 1642年）は国内の治安と経済の発展をはかり、首都ブハラに各地から著名な学者を招いて学芸の振興に努め、ジャーン朝の最盛期を築いた。このことは中央アジアの暗黒時代における唯一の光明となった。しかし、イマーム・クリの死後は後継争いが相次ぎ、次第に荒廃していった。
1740年、アフシャール朝のナーディル・シャーが中央アジアに侵入すると、ハンのアブール＝ファイズ（在位：1711年 - 1747年）はナーディル・シャーから贈り物を受け取り、婚姻関係を結んでアフシャール朝の従属下に入った。この頃から宰相の地位にあって権力を握り始めたのがマンギト部族出身のムハンマド・ラヒームであった。彼はアブール＝ファイズの後を継いだアブドゥル＝ムウミン（在位：1747年 - 1748年）を暗殺して権力を掌握し、1753年にはアミールを称し、1756年には最後のハンであるアブル＝ガーズィーを廃して自らハン位に就き、マンギト朝を創始してジャーン朝を滅ぼした。

## 歴代ハン
- ヤール・ムハンマド…マンギシュラクの子。アストラハンから移住してくる。
- ジャーニー・ムハンマド…ヤール・ムハンマドの子
- ディーン・ムハンマド …ジャーニー・ムハンマドの長男

1. バーキー・ムハンマド（1599年？ - 1605年）…ジャーニー・ムハンマドの次男
2. ワリー・ムハンマド（1605年 - 1611年）ジャーニー・ムハンマドの三男
3. イマーム・クリ（1611年 - 1642年）…ディーン・ムハンマドの長男
4. ナズル・ムハンマド（1642年 - 1645年）…ディーン・ムハンマドの次男
5. アブドゥル＝アズィーズ（1645年 - 1680年）…ナズル・ムハンマドの長男
6. スブハーン・クリ（1680年 - 1702年）…ナズル・ムハンマドの次男
7. ウバイドゥッラー1世（1702年 - 1711年）…スブハーン・クリの長男
8. アブール＝ファイズ（1711年 - 1747年）…スブハーン・クリの次男
9. アブドゥル＝ムウミン（1747年 - 1748年）…アブール＝ファイズの長男
10. ウバイドゥッラー2世（1748年 - 1753年）…アブール＝ファイズの次男
11. アブル＝ガーズィー（1753年 - 1756年、1758年 - 1788年/1789年？）…イマーム・クリの孫サイイド・イブラーヒームの子

## 参考資料
- 小松久男編『世界各国史4 中央ユーラシア史』（山川出版社、2005年、ISBN 463441340X）
- 岩村忍『文明の十字路＝中央アジアの歴史』（講談社学術文庫、2007年、ISBN 9784061598034）